# Glottogonie
De glottogonie (van het Grieks: γλώττα glootta – "tong, spraak" en gon– "verwekken") of glottogenese is de tak van de taalwetenschap die zich bezighoudt met de studie van het ontstaan van taal.

## Speculatief
De wetenschap ontstond aan het eind van de 20e eeuw en is nog vrij speculatief. Ze baseert zich op inzichten uit de archeologie, (historische) taalkunde en antropologie. Daarvoor zaten de opvattingen over het ontstaan der taal eerder in de mythologische sfeer, zoals het Bijbelse verhaal over de toren van Babel, of Afrikaanse mythen, zoals opgetekend door Mineke Schipper.
Het taalvermogen is een van de belangrijkste eigenschappen die de mens onderscheiden van de andere dieren. Het is aannemelijk dat taal ontstaan is in de evolutie van Homo erectus naar Homo sapiens. Op taalkundig gebied zijn er daarvoor maar weinig materiële bronnen.
De vraag of ook dieren een taal hebben wordt niet eenduidig beantwoord. De taal van de paardenfluisteraar betreft een reeks standaarduitdrukkingen als "lokroep" en "waarschuwen voor gevaar", die meer instinctieve reactiewijzen zijn dan door het subject gecreëerde taal. Daarbij lijken bewegingen, gebaren en houdingen minstens even belangrijk als klank.
De vraag of taal op één plaats is ontstaan blijft moeilijk te beantwoorden. Voorlopig houden de meeste wetenschappers het bij de stelling dat de huidige talen voortkomen uit één stamtaal, omdat ook de huidige menselijke populatie verondersteld wordt af te stammen van één gemeenschappelijke Oost-Afrikaanse voorouder. Geschreven taal is veel later ontstaan dan gesproken taal.

## Antropologisch en archeologisch bewijs
Taal kan pas ontstaan als de menselijke vormgeving ver genoeg gevorderd is:
- Het vocaal apparaat (het strottenhoofd, de mond, de tong, ...) heeft zich pas echt kunnen ontwikkelen na het rechtop lopen, minstens 4,5 miljoen jaar geleden (het is niet zeker of Ardipithecus rechtop liep).
- De schedelinhoud, en meer bepaald de ontwikkeling van de "taalcentra" in de hersenen (centrum van Broca en het centrum van Wernicke). Sommige onderzoekers achten op grond daarvan een "taalvermogen" mogelijk vanaf circa 1,5 miljoen jaar geleden, al is dat daarna nog verder geëvolueerd. Moderne basale mensapen hebben een zeker vermogen tot het aanleren van een gebarentaal.
- Volgens Philip Lieberman was de neanderthalerschedel minder voor het spreken toegerust dan die van Homo sapiens omdat het strottehoofd te ondiep was en daardoor niet goed klinkers gevormd konden worden. Hij suggereerde dat dit een rol speelde bij het verdwijnen van de neanderthaler. Later onderzoek toonde echter aan dat hij zich op foute schedelreconstructies gebaseerd had.
- Een paar honderdduizend jaar geleden duiken tekenen op van "modern" gedrag, met kunst, verfijndere technieken en complexere samenlevingsvormen, wat uiteindelijk zou uitlopen op de Neolithische Revolutie. Volgens sommige onderzoekers gaat het daarbij niet slechts om een culturele ontwikkeling maar om een biologische. Het zou samenhangen met een zich plots voordoend vermogen tot "echte" taal met een syntaxis en een in beginsel onbeperkte lexis, dus een ongelimiteerde conceptvorming. Pas Homo sapiens zou dus echt tot spreken in staat zijn geweest. Deze hypothese is vooral bij paleoantropologen zeer omstreden. Het is niet duidelijk door welk biologisch mechanisme zich zo'n snelle sprongsgewijze evolutie zou hebben kunnen voorgedaan. De hersengrootte neemt in deze fase eerder af dan toe. De Khoisan moeten zich vrij vroeg hebben afgesplitst, hadden een heel simpele technologische cultuur maar zeer complexe talen.

## Externe bronnen
- De Boer
- Frits Kortlandt: Evolutionaire taalwetenschap
- Mammadov J.: Ontstaan van taal (en)